# فريدا كيلي
فريدا كيلي (بالإنجليزية: Freda Kelly)‏ هي أمينة سر بريطانية، ولدت في 14 يوليو 1944 في ليفربول في المملكة المتحدة.

## وصلات خارجية
- الموقع الرسمي
- فريدا كيلي على موقع IMDb (الإنجليزية)
- فريدا كيلي على موقع قاعدة بيانات الفيلم (الإنجليزية)